# Sporidiobolus longiusculus
Sporidiobolus longiusculus är en svampart som beskrevs av Libkind, van Broock & J.P. Samp. 2005. Sporidiobolus longiusculus ingår i släktet Sporidiobolus och familjen Sporidiobolaceae.   Inga underarter finns listade i Catalogue of Life.